# Abdollah Czamangoli
Abdollah Czamangoli (pers.  عبدالله چمن‌گلی; ur. 22 września 1971 w Saghghezie) – irański zapaśnik w stylu klasycznym. Olimpijczyk z Barcelony 1992, gdzie zajął szóstą lokatę w kategorii 68 kg.
Czterokrotny medalista mistrzostw Azji, dwa razy sięgnął po złoto, w 1991 i 1992. Czwarty na igrzyskach azjatyckich w 1986 roku.